# Shewanella putrefaciens
Shewanella putrefaciens és un bacteri gramnegatiu pleomòrfic. Ha estat aïllat d'entorns marins, així com de marès anaeròbic de la formació Morrison de Nou Mèxic. Tot i que els seus habitats naturals son totes les formes d'aigua i terra també s'ha pogut aïllar de diverses fonts com làctics, olis i cadàvers. S. putrefaciens és també un anaerobi facultatiu amb l'habilitat de reduir ferro i manganès metabòlicament; és a dir, pot fer servir el ferro i el manganès com acceptors terminals d'electrons en la cadena de transport d'electrons (a diferència dels aerobis obligats que han de fer servir oxigen per aquesta finalitat). És també un dels organismes associats amb l'olor de peix podrit, perquè és un organisme marí que produeix trimetilamina. Aquest fet dona el nom putrefaciens (pútrid) a l'espècie.
Tant en cultius sòlids com líquids, S. putrefaciens és sovint fàcilment reconegut pel seu color rosa brillant. En cultius sòlids, les colònies són rodones i creixen ràpidament. L'organisme també creix ràpidament en cultius líquids, els quals presenten un to rosat. En plaques d'agar amb sang, les colònies són típicament convexes i grans, amb un pigment marró, i causen l'enverdiment de l'agar al voltant de les colònies. S. putrefaciens és un fermentador no-lacti en agar MacConkey. Com totes les Shewanella, aquest organisme produeix sulfur d'hidrogen en agar TSI.

## Historia i taxonomia
El primer cop que es va descriure l'espécie Shewanella spp va ser en 1931, va ser aïllat fins aquell moment un tàxon desconegut dels subministraments d'aigua i mantega putrefacta de les lleteries, el qual va ser anomenat Achromobacter putrefaciens. En 1941 van decicdir transferir aquesta especie al gènere Pseudomonas amb el nom de Pseudomonas putrefaciens; van ser conegudes com alguns dels més importants bacteris que deterioren el peix.
En 1974 el van clasificar com "especie incertae sedis" degut a que el percentatge de guanines i citocines era inferior al de Pseudomonas spp.

## Alteració alimentaria
S. putrefaciens és un important bacteri que colonitza aliments i els deteriora. El deteriorament es dona principalment en peixos emmagatzemats a baixes temperatures produint la shewanelosis, aquesta malaltia causa alteracions en la salut del peixos d'aigua dolça i salada, s'adhereixen a les superfícies produint ràpidament biofilms com en l'acer inoxidable i el polipropilè on es produeix el processament dels aliments subministrant nutrients, en un estudi van esbrinar que S. putrefaciens va augmentar el nombre màxim de {\displaystyle 10^{4}ufc/m^{2}} en 8 hores temps suficient en una jornada laboral en una planta de processament per colonitzar les superfícies. Encara que hi hi ha aliments que són una font de nutrients, hi ha alguns components d'aliments, com la proteïna de la llet que poden fer disminuir l'adhesió dels bacteris.

### Alteració del peix
S. putrefaciens és un degradador important del peix, principalment del emmagatzemat a baixes temperatures. Es pot percebre la degradació del peix gràcies a l'olor i sabor desagradables, són indicadors de les condicions en que es troba l'aliment, el temps de degradació per percebre'ls depèn de factors com l'espècie a la qual pertany el peix, les característiques del lloc on s'ha pescat o criat i del control de les condicions en les quals ha estat després de mort. Aquest paràmetres són considerants imprescindibles per l'estricte control, encara que es pot donar que el temps transcorregut entre el lloc on ha estat pescat i lloc on és processarà pot durar d'1 a 8 dies en pesca oceànica. El {\displaystyle {\ce {CO2}}} inhibeix en S. putrefaciens el desenvolupament d'aquesta bacterià psicròfila que en condicions optimes pel seu desenvolupament pot dominar la microbiota dels peixos d'aigües marines temperades,

### Alteració de la carn
S. putrefaciens pot produir alteracions en la carn normalment d'oví o boví (DFD), produint-se en anaerobiosis sulfur d'hidrogen, en canvi, en aerobiosis té una semblança amb Pseudomonas en el mode de com altera la carn, utilitza els aminoàcids de cisteïna i serina produint sulfurs orgànics volatils. S. putrefaciens en condicions baixes d'oxigen i amb un pH anormalment de 6 o més alt, afavoreix el creixement d'aquest bacteri incrementant la quantitat de sulfur d'hidrogen, aquest sulfur d'hidrogen reacciona amb la mioglobina del múscul formant-se sulfomioglobina, aquest compost és el responsable del color verdós de la carn i de l'olor fregall brut. En l'alteració de la carn pot donar-se que altres organismes com Moraxella Psychrobacter pot potenciar l'activitat de S. putrefaciens i dificultar el desenvolupament de Pseudomonas spp.
Encara que S.putrefaciens no és considerat un dels grans organisme alteradors de la carn, en un estudi es va trobar que el 100% de les soques productores de sulfur d'hidrogen en 65 dels aïllaments obtinguts de carn picada en anaerobiosis era de Shewanella putrefaciens.
| Substrats utilitzats i productes finals del metabolisme | Substrats utilitzats i productes finals del metabolisme | Substrats utilitzats i productes finals del metabolisme |
|                                                         | Substrats utilitzats                                    | productes final del metabolisme                         |
| ------------------------------------------------------- | ------------------------------------------------------- | ------------------------------------------------------- |
| Aerobiosis                                              | Glucosa, aminoàcids i àcids làctics                     | Sulfurs                                                 |
| Anaerobiosis                                            | Glucosa i aminoàcids                                    | Sulfur d'hidrogen ({\displaystyle {\ce {H2S}}})         |

## Afectacions sanitàries

### Afectacions en humans
De una trentena d'espècies S. putrefaciens i Shewanella algae han estat implicades en malalties humanes, tot i que és molt estrany que actuï com a patogen humà, hi ha hagut casos d'infeccions i bacterèmia causades per S. putrefaciens. La presència de les dues espècies de Shewanella trobades en mostres clíniques, S. algae i S. putrefaciens, es correlaciona amb la temperatura i la salinitat de l'aigua de mar. Les infeccions per Shewanella ocorren en climes càlids o durant estius especialment càlids en climes templats. Les característiques diferencials importants entre les dues espècies inclouen la capacitat de S.algae per produir colònies mucoides amb beta-hemòlisi en agar sang d'ovella, per créixer a 42 graus C i en NaCl a el 6%, per reduir el nitrit, i una incapacitat per produir àcid a partir de maltosa, la qual cosa contrasta amb les característiques de S.putrefaciens. Els sistemes d'identificació automatitzats no aconsegueixen diferenciar entre S. algae i S. putrefaciens, ja que S. algae no s'inclou en les bases de dades d'aquests sistemes. Presumiblement per aquesta raó, la majoria de les infeccions per Shewanella notificades durant els últims anys s'han atribuït a S. putrefaciens. No obstant això, quan es realitza una caracterització fenotípica extensa, s'observa que la majoria de les infeccions humanes són causades per S. algae.
Les infeccions descrites amb més freqüència afecten les orelles, la pell i els teixits tous, amb o sense bacterièmiaLes infeccions cròniques dels membres inferiors i la malaltia hepàtica s'han identificat com a factors de risc d'infecció de l'torrent sanguini, amb una evolució més ràpida i un pitjor pronòstic en l'últim cas Tot i la relativament millor sensibilitat als antimicrobians de S. putrefaciens en comparació amb S. algae, tots dos probablement s'haurien de considerar com patògens oportunistes emergents en la cura de pacients inmunodeprimits
En aproximadament la meitat dels casos es troba una porta d'entrada cutània o mucosa i exposició al medi marí. La mortalitat es baixa tot i que les infeccions d'oïda poden tornar-se cròniques. En molts casos hi ha una malaltia subjacent. Els aïllats de les espècies de Shewanella son susceptibles a cefotaxima (95%), piperacilina i tazobactam (98%), gentamicina (99%) i ciprofloxacina (94%)

### Afectacions en peixos
La shewanelosis és una infecció produïda per S. putrefaciens, l'activitat enzimàtica que produeix aquest microorganisme, adherint-se a la capa mucosa que cobreix la pell del peix considerant-se la primera capa de defensa, afecta a diferents espècies de peixos d'aigua dolça, aquesta afinitat pel mucus es pot considerar un factor de virulència, la qual, pot produir letàrgiament, ulceracions, i enfoscament en la pell, a més d'hemorràgies en els ronyons i en la melsa. Les infeccions per S. putrefaciens es produeixen normalment al començament de la primavera pel fet que S. putrefaciens es veu afectat per la temperatura, les temperatures superiors de 8 °C contribueixen a la patogenicitat, a aquestes temperatures d'aproximadament 8 °C el peix es veu afectat per l'activitat hemolítica, proteolítica i lipolítica, aquestes últimes estan relacionades amb les ulceracions de la pell del peix.

## Implicacions mediambientals
S'ha demostrat que S. putrefaciens és una de diverses espècies que pot obtenir energia mitjançant la reducció de U(VI) a U(IV), fet que pot ser de gran importància per tractar els residus d'urani mitjançant processos de bioremediació de residus radioactius. De fet, la soca CN32 és molt versàtil metabòlicament i és capaç de reduir metalls, metal·loides, i fins i tot radionúclids enlloc d'oxigen durant el creixement anaeròbic. Aquestes reaccions de reducció inclouen (però no estan necessàriament limitades a) Fe(III)->Fe(II), Mn(IV)->(Mn(III) intermedi)->Mn(II), V(V)->V(IV), Tc(VII)->Tc(V/IV) i U(VI)->U(IV).

## Implicacions biotecnològiques
La producció d'electricitat per part de S. putrefaciens es dona per absència d'acceptors d'electrons exògens en una cel·la de pila d'un sols compartiment amb diferents tipus d'electrons i diferents condicions fisiològiques. La producció d'electricitat depèn de la concentració cel·lular, del tipus de donador d'electrons i de la composició de l'ànode produint-se un corrent de 2,5 mA i una densitat de 10,2 mW/m² electrodo. Aquest intercanvi d'electrons amb elèctrodes són produïts per biocatalitzadors que poden ser immobilitzats sobre l'electrode donant piles microbianes, la producció microbiana d'electricitat o electrosíntesis microbiana poden generar energies renovables, aquesta electrosíntesis microbiana poden contribuir al desenvolupament sostenible del planeta.

### Antimicrobians alimentaris

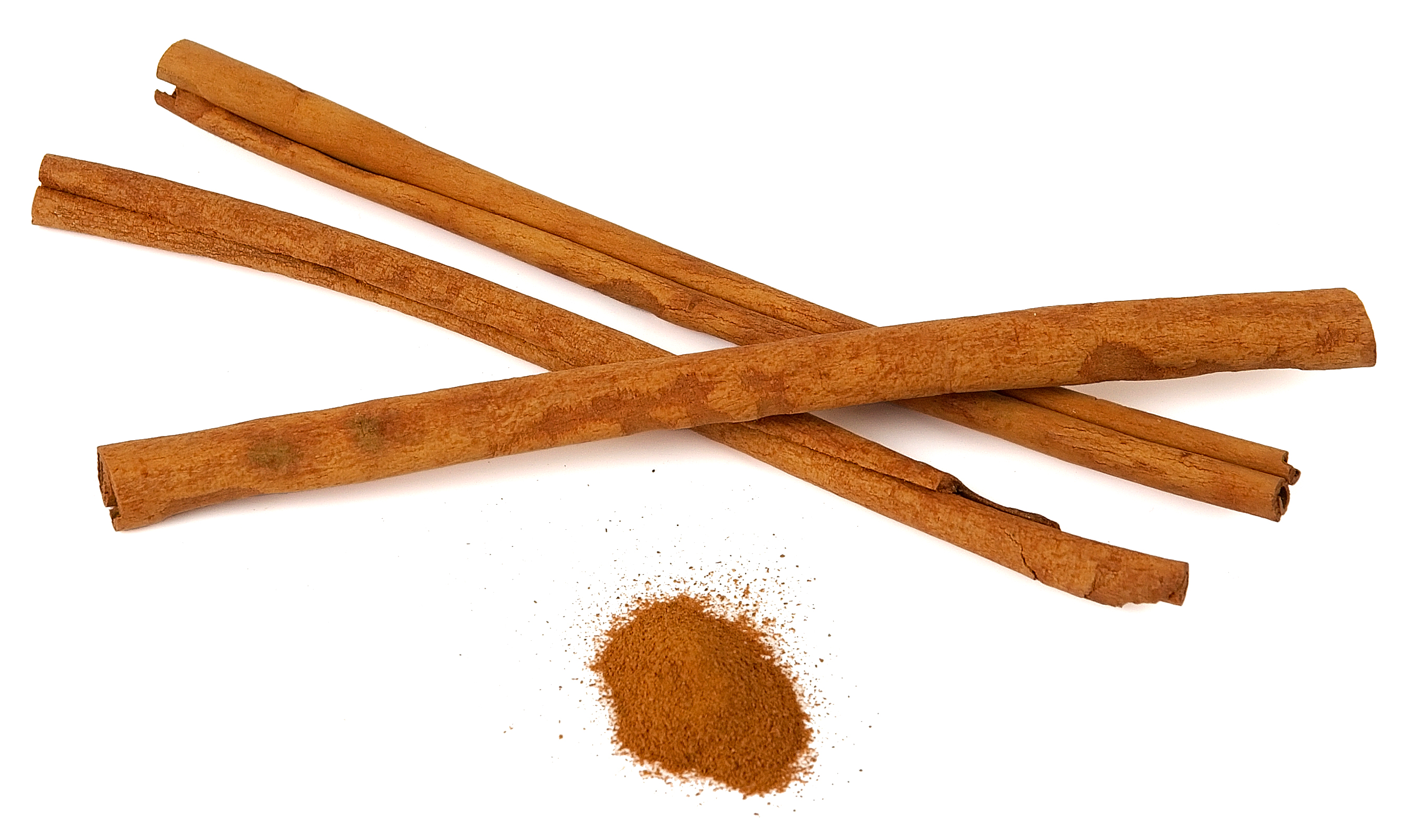
Canyella

L'interès de la indústria alimentària i els consumidors pels antimicrobians per prevenir la deterioració i els microorganismes patògens ha augmentat significativament. S'ha demostrat que S. putrefaciens és un dels principals organismes específics de deteriorament presents en productes carnis i pesquers refrigerats. Pot generar sulfur d'hidrogen (H2S) a partir de la cisteïna, reduir l'òxid de trimetilamina a trimetilamina, participar en les degradacions proteolítics i lipolítiques, produint olors desagradables que condueixen a alteracions organolèptiques dels productes alimentaris.
Els olis essencials es caracteritzen per una amplia gama de compostos volàtils, alguns dels quals són importants per a la qualitat del sabor dels aliments, i generalment se'ls reconeix com a segurs (GRAS). L'oli de canyella té una forta activitat antimicrobiana contra bacteris Gram positius i Gram negatius. S'ha demostrat que actua sobre la membrana de S. putrefaciens danyant els àcids grassos i les proteïnes. L'oli de canyella combinat amb radiació gamma augmenta la capacitat destructiva sobre els àcids grassos de la membrana i les proteïnes de S.putrefaciens.

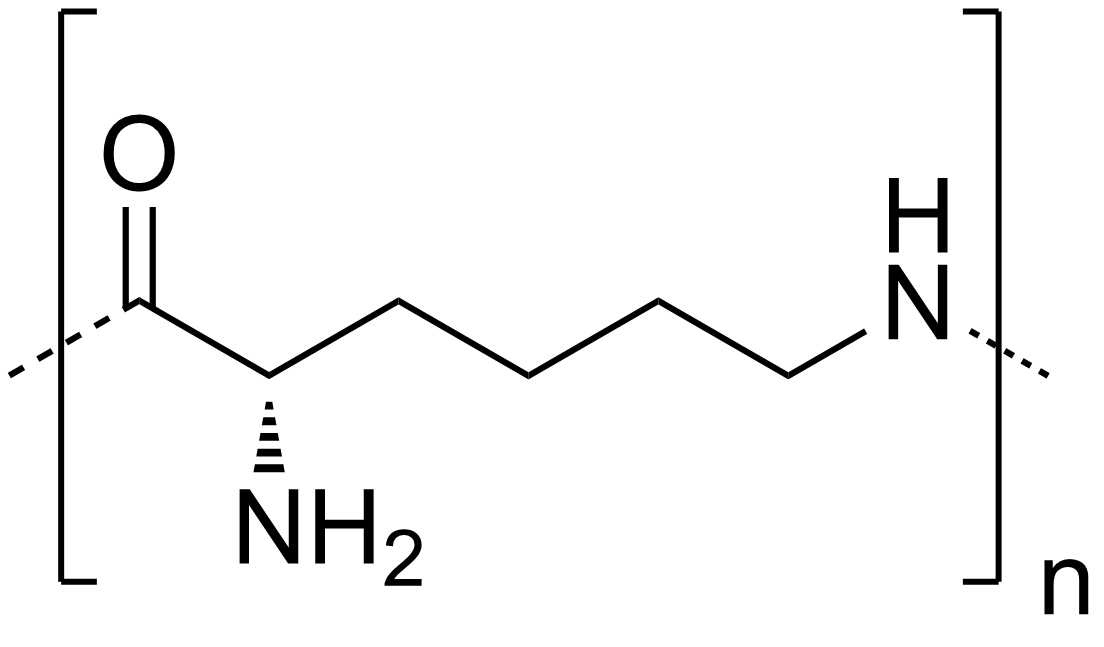
Estructura química de Polylysine

La ε-polilisina (ε-PL) és un conservant alimentari natural ha estat reconegut com un agent segur (GRAS) per l'Administració d'Aliments i Medicaments (FDA) i s'usa comunament en molts aliments. Els principals avantatges d'ε-PL són la seva solubilitat en aigua, comestibilitat i no toxicitat per als éssers humans i el medi ambient, ja que es pot degradar a lisina sense efectes secundaris per als consumidors. La ε-PL pot afectar l'estructura cel·lular de S. putrefaciens i causar un dany irreversible a la membrana cel·lular inhibeix l'activitat fisiològica de S.putrefaciens a través del seu efecte sobre els enzims de defensa (POD i CAT) de sistema respiratori i els enzims clau (SDH i MDH) de l'cicle TCA. ε-PL sembla disminuir el cicle de TCA i la biosíntesi de S.putrefaciens, que pot provocar la descomposició bacteriana i la mort.
L'ús combinat de quitosà, nisina i lactat de sodi va inhibir el creixement de S. putrefaciens a l'alterar la seva membrana externa, afectant els ribosomes i l'ADN dels bacteris.

### Probiòtic
S. putrefaciens PDP11 (coneguda com a SpPdp11) ja s'ha verificat com probiòtic per a diverses espècies de peixos marins de cultiu. En els estudis relacionats amb la immunitat de la pell, els resultats de l'administració dietètica de SpPdp11 podria augmentar la immunitat de la mucosa de la pell del peixos, així com l'expressió gènica regulada positivament en la pell de diferents gens relacionats amb la immunitat, la qual cosa porta una barrera cutània que podria estar correlacionada amb una major protecció contra factors estressants o malalties. En un estudi in vitro es va demostrar que la SpPdp11 era capaç de pal·liar els efectes negatius provocats en la pell ventral de la Sparus aurata pel patogen Photobacterium damselae, mitjançant l'estudi de l'expressió de diverses citocines